# Kerncentrale Cernavodă
Kerncentrale Cernavodă (Centrala Nucleară de la Cernavodă) ligt bij Cernavodă en is de enige kerncentrale van Roemenië.
De centrale heeft twee actieve CANDU-reactors, twee vertraagd in aanbouw en één onafgebouwde reactor. Eigenaar van de centrale is het Roemeens ministerie van wetenschap en handel. China General Nuclear Power Corporation (CGN) investeert in afbouw van reactorblokken 3 en 4, nadat andere investeerders zich hebben teruggetrokken.
| Reactorblok | Reactortype | Vermogen | Begin bouw | Inbedrijfname | Stillegging |
| ----------- | ----------- | -------- | ---------- | ------------- | ----------- |
| Cernavodă-1 | Candu 6     | 655 MW   | 1982       | 1996          |             |
| Cernavodă-2 | Candu 6     | 655 MW   | 1983       | 2007          |             |
| Cernavodă-3 | Candu 6     | 655 MW   | 1984       |               |             |
| Cernavodă-4 | Candu 6     | 655 MW   | 1985       |               |             |
| Cernavodă-5 | Candu 6     | 655 MW   | 1987       | -             | 1990        |

## Externe link

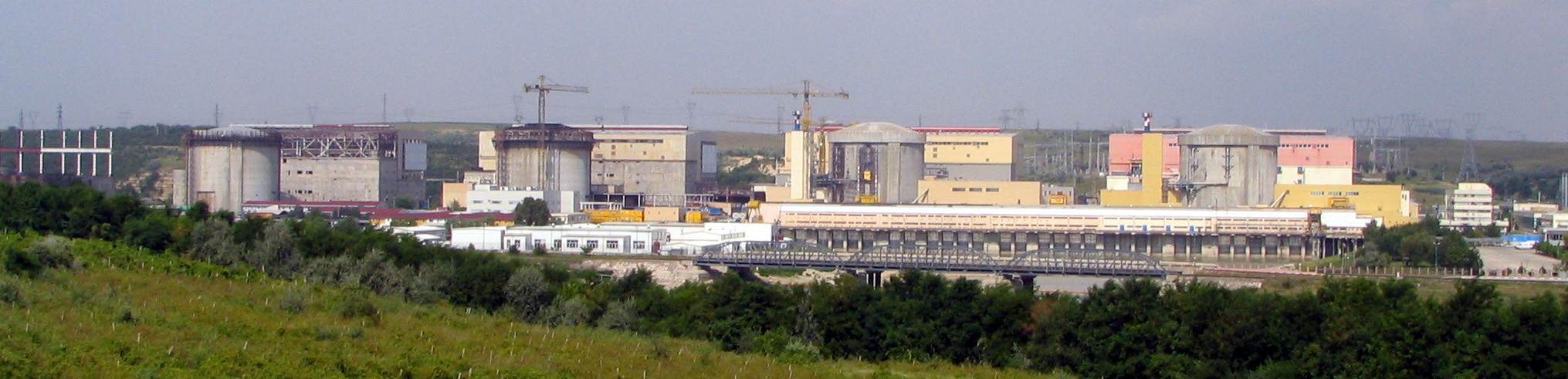
Kerncentrale Cernavodă in 2006